# La Selle-Craonnaise
La Selle-Craonnaise é uma comuna francesa na região administrativa do País do Loire, no departamento de Mayenne. Estende-se por uma área de 29.17 km². Em 2010 a comuna tinha 956 habitantes (densidade: 32,8 hab./km²).